# Prochoristis
Prochoristis is een geslacht van vlinders van de familie van de grasmotten (Crambidae), uit de onderfamilie van de Glaphyriinae. De wetenschappelijke naam en de beschrijving van dit geslacht zijn voor het eerst gepubliceerd in 1890 door Edward Meyrick

## Soorten
- P. campylopa Meyrick, 1935
- P. capparidis Christoph, 1876
- P. crudalis (Lederer, 1863)
- P. rupicapralis (Lederer, 1855)